# Tamta
Тамта Омарівна Годуадзе (груз. თამთა გოდუაძე; грец. Τάμτα Γκοντουάτζε; більш відома як Tamta; нар. 10 грудня 1981, Тбілісі, Грузинська РСР, СРСР) — греко-грузинська співачка. Вона здобула популярності в Греції та Кіпрі у 2004 році після участь у грецькому шоу «Супер Ідол», де вона посіла друге місце. Тамта була наставницею грузинського шоу «Х-Фактор» у 2014 році, а у 2016 році була наставником грецької версії шоу. Вона представляла Кіпр на 64-му пісенному конкурсі «Євробачення» з піснею «Replay».

## Ранні роки
Тамта народилася у Тбілісі, Грузинська РСР. У п'ять років почала співати. Протягом шести років була вокалісткою дитячої групи. Брала уроки гри на фортепіано впродовж семи років, вивчала грузинський балет. Вона була нагороджена в серії дитячих пісенних конкурсів у Грузії. Виступала в головних ролях, як актриса в музичних театрах у віці від дванадцяти до чотирнадцяти років. Тамта вивчала російську мову і англійську літературу в Університеті закордонних мов Грузії, де й здобула вищу освіту.

## Музична кар'єра

### 2003–2006: Супер Ідол та початок кар'єри
Коли Тамті виповнилося 22 роки, вона з родиною переїхала до Греції. Там вона узяла участь у вокальному шоу «Супер Ідол Греція» (англ. Super Idol Greece), де посіла друге місце. Це стало трампліном у світ шоубізнесу. У цьому ж році Тамта випустила сингл «Eisai To Allo Mou Miso» разом зі Ставросом Константіну, який став радіохітом.
Взимку 2004–2005 років вона виступала на розігріві в Йоргоса Далараса та Антоніса Ремоса на сцені Афінської Арени. Влітку 2005 року вона виступала разом з Таносом Петрелісом та Апостолосом Зоїсом.
Влітку 2006 року Тамта разом з Пеггі Зіна виступала на живих концертах Сакіса Руваса у салонікському Politia Live Clubbing. Взимку 2006–2007 років Тамта виступала на сцені афінського клубу VOX та салонікського Fix Live.

### 2007–2010: «Agapise me»
У січні 2007 року Грецька корпорація телерадіомовлення (ERT), оголосила про участь Тамти у національному фіналі відбору до Пісенного конкурсу Євробачення 2007. Вона посіла третє місце, а на конкурсі Гецію представив співак Сарбель. Незабаром після цього вона випустила свій дебютний альбом під назвою «Tamta». Перший сингл з компакт-диска був кавер-версією пісні «Faraway» під назвою «Ftais». За ним вийшов сингл «Den Telionei Etsi I Agapi». Пізніше диск перевидали з бонусним хітом «Tornero», який представляв Румунію на конкурсі пісні Євробачення 2007.
Наступний альбом «Agapise me» офіційно випущений 16 травня 2007 року, його першим синглом стала однойменна пісня «Agapise Me». У цьому ж році вийшов другий CD-сингл «Mia Stigmi Esi Ki Ego/Ela Sto Rhythmo». CD включав в себе ремікси RBD «Wanna Play». У червні 2008 року Тамта в інтерв'ю сказала, що бажала б взяти участь у конкурсі Євробачення 2009. Грецькі ЗМІ підтримали співачку, однак на конкурсі Грецію представив Сакіс Рувас.
2009 року Тамта випустила баладу «Koita me», що стала першим синглом її нового альбому, випущеного в березні 2010 року. Взимку 2009–2010 Тамта із Сакіс Рувас виступали у «The S Club». Крім того, вони дуетом випустили сингл «Tharros I Alitheia», що здобув шалену популярність у Греції та на Кіпрі. 2010 року Тамта та Рвас зддобули перемогу у номінації «Найкращий дует» премії MAD Video Music Awards. Наступним хітом Тамти стала пісня «Egoista»

### 2011–2013

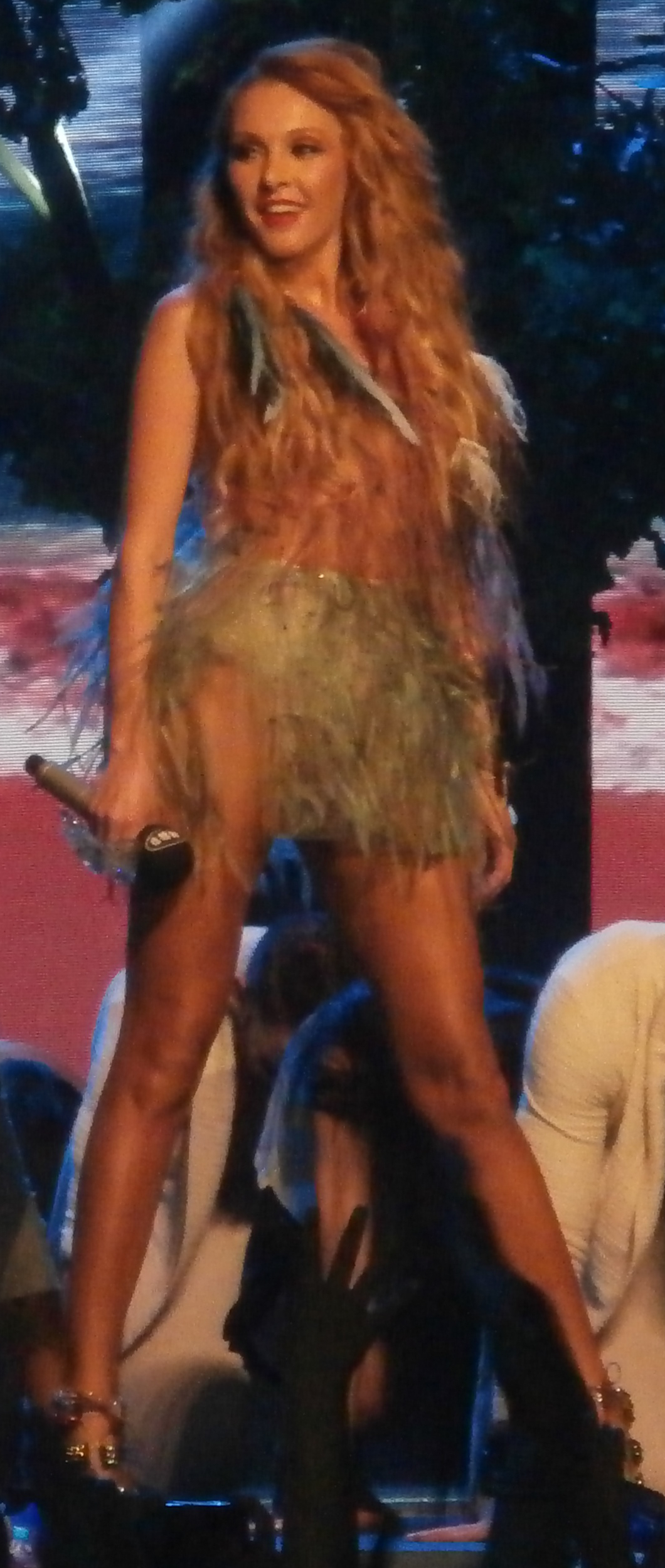
Тамта на сцені MAD Video Music Awards, 2017

2011 році випущений спільний сингл «Tonight» разом із Playmen & Claydee, також співачка самостійно записала сингл «Ζήσε το Απίστευτο». Взимку 2011 року виступала на розігріві Йоргоса Мазонакіса та Наташи Теодоріду в афінському Votanikos. Пізніше 2012 року виступала із Мазонакісом в клубі ΝΑϊΤ. 2012 року з'явилися такі радіохіти Тамти, як «Κοντά Σου», «Νιώσε Την Καρδιά» та на початку 2013 року «Πάρε με». Співачка також взяла участь у показі MadWalk 2013. Взимку 2013 — 2014 років Тамта виступає в Афінах в Teatro Music Hall на одній сцені з Пантелісом Пантелідісом та Паолою.

### 2014–дотепер: «Х-Фактор» та «Євробачення»

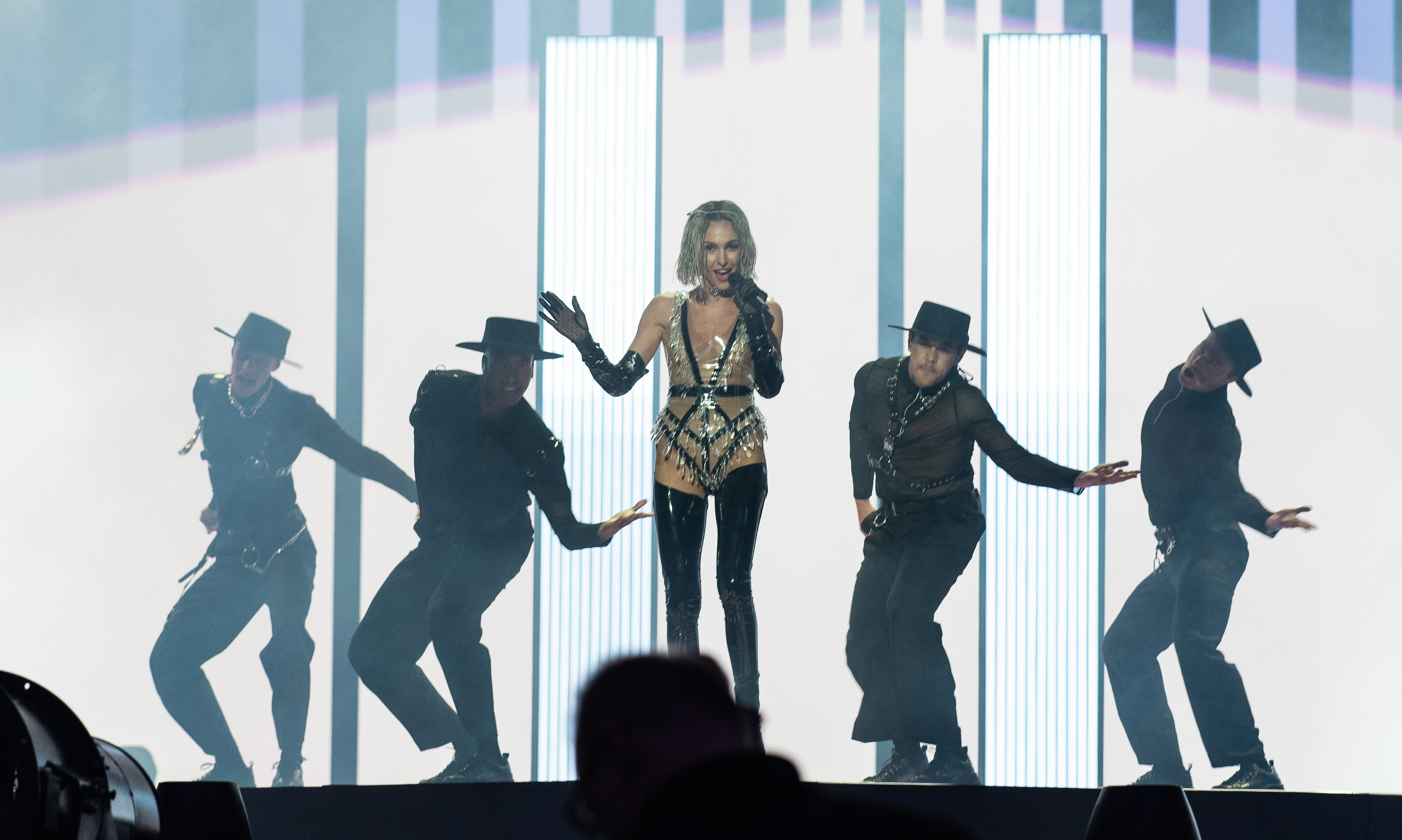
Тамта на «Євробаченні-2019» в Тель-Авіві

У 2014 році Тамта випустила сингли «Γεννήθηκα για σένα» за участі грецької співачки Ксенії Галі та «Δεν είμαι ότι νομίζεις». У сезоні 2014-2015 вона була суддею та наставницею грузинської версії вокального шоу «Х-Фактор». З квітня 2016 року по квітень 2017 року вона була суддею та наставницею грецької версії шоу «Х-Фактор».
У грудні 2018 року стало відомо, що Тамта представлятиме Кіпр на 64-му пісенному конкурсі «Євробачення» з піснею «Replay», музичне відео на яку вийшло 5 березня 2019 року. Раніше Тамті було запропоновано представити Кіпр на 63-му пісенному конкурсі «Євробачення» з піснею «Fuego», але вона відмовилась через щільний гастрольний графік. Обидві пісні були написані греко-шведським композитором Алекс Папаконстантіну. 14 травня 2019 року вона виступила у першому півфіналі «Євробачення», де зайняла дев'яте місце, а вже 18 травня у фіналі зайняла тринадцяте місце.

## Дискографія

### Студійні альбоми
- 2006: Tamta
- 2007: Agapise Me
- 2010: Tharros I Alitheia

### Збірки пісень
- 2017: Best Of Tamta